# Hiroyuki Saeki
Hiroyuki Saeki (jap. 佐伯祐行, Saeki Hiroyuki; * 8. Juli 1987 in der Präfektur Tokio) ist ein japanischer Badmintonspieler. 

## Karriere
Hiroyuki Saeki stand 2007 und 2011 im Hauptfeld der Japan Super Series, schied dort aber jeweils in Runde eins aus. Bei den Laos International 2010 wurde er Dritter im Doppel und Fünfter im Einzel. Bei den Canada Open 2011 reichte es dagegen nur zu Platz neun. 2013 gewannen sie die Austrian International, nachdem sie in den beiden Jahren zuvor lediglich den 2. Platz belegt hatten.

## Sportliche Erfolge
| Saison | Veranstaltung          | Disziplin    | Platz | Name                             |
| ------ | ---------------------- | ------------ | ----- | -------------------------------- |
| 2007   | Universiade            | Herreneinzel | 17    | Hiroyuki Saeki                   |
| 2010   | Peru International     | Herreneinzel | 2     | Hiroyuki Saeki                   |
| 2010   | Peru International     | Herrendoppel | 2     | Hajime Komiyama / Hiroyuki Saeki |
| 2010   | Laos International     | Herrendoppel | 3     | Takuma Ueda / Hiroyuki Saeki     |
| 2010   | Laos International     | Herreneinzel | 5     | Hiroyuki Saeki                   |
| 2011   | Canada Open            | Herrendoppel | 9     | Ryota Taohata / Hiroyuki Saeki   |
| 2011   | Austrian International | Herrendoppel | 2     | Ryota Taohata / Hiroyuki Saeki   |
| 2012   | Austrian International | Herrendoppel | 2     | Ryota Taohata / Hiroyuki Saeki   |
| 2013   | Austrian International | Herrendoppel | 1     | Ryota Taohata / Hiroyuki Saeki   |